# Obéd
Obéd (hebrejsky עוֹבֵד‎, Oved), v českých překladech Bible též přepisováno jako Óbed či Obed, je jméno několika postav z Bible. Jméno se vykládá jako „Sloužící“ či „Ctitel“.

## syn Bóaze a Rút
První zmínka v Bibli o osobě tohoto jména se týká syna Bóaze a jeho ženy Rút, jenž vzešel z jejich levirátního svazku. Obéd později zplodil Jišaje, otce krále Davida. Jméno tohoto Obéda proto figuruje i v rodovém seznamu Ježíše Krista.

## statečný bohatýr krále Davida
Další biblická zmínka o osobě tohoto jména se týká potomka Jarchy, egyptského otroka, který sloužil Šešanovi z kmene Juda. Protože Šešan neměl syny, jenom dcery, oženil svého otroka s jednou ze svých dcer a ta mu porodila Ataje. Později Ataj zplodil Nátana, Nátan zplodil Zábada, Zábad zplodil Eflála a Eflál zplodil Obéda. Tento Obéd je jmenován v seznamu statečných bohatýrů izraelského krále Davida.

## chrámový vrátný
Další Obéd figuruje v seznamu vrátných, kteří sloužili v jeruzalémském chrámu, a musel tedy pocházet, na rozdíl od předchozích jmenovců, z kmene Levi.

## Azarjášův otec
Poslední zmínka v Tanachu o muži jménem Obéd se týká otce Azarjáše, velitele setnin, jenž byl spojencem velekněze Jójady při vzpouře proti Atalji, která kralovala nad judským královstvím.